# گارد ملی حجب
گارد ملی حجب (انگلیسی: National Legion of Decency) یا گارد کاتولیک حجب سازمانی بود که در سال ۱۹۳۳ به منظور مبارزه با محتوای فیلم‌های آمریکایی که از نظر کلیسای کاتولیک غیراخلاقی بودند تأسیس شد.
این ائتلاف موفق شد ترتیبی دهد که فیلم‌ها پیش از اکران (و پس از کسب جواز لازم کد تولید تصاویر متحرک هالیوود) برای تأیید به دفاترش فرستاده شوند. موفقیت یا شکست یک فیلم در گیشه به تأیید ائتلاف ملی بسته بود، چراکه بیست میلیون کاتولیک آمریکایی در آن زمان تحریم فیلم‌ها از سوی این سازمان را جدی می‌گرفتند.